# Open-breedbandhuismoeder
De open-breedbandhuismoeder (Noctua janthe) is een nachtvlinder uit de familie Noctuidae (uilen). De voorvleugellengte bedraagt tussen de 16 en 20 millimeter. De vlinders zijn soms dagactief. De imago lijkt sterk op de kleine breedbandhuismoeder (Noctua janthina), en is vooral aan de achtervleugels en de onderkant van de voorvleugels te herkennen. Sommige auteurs beschouwen de twee soorten echter als een. De soort komt voor in Europa en Noord-Afrika. Hij overwintert als rups.

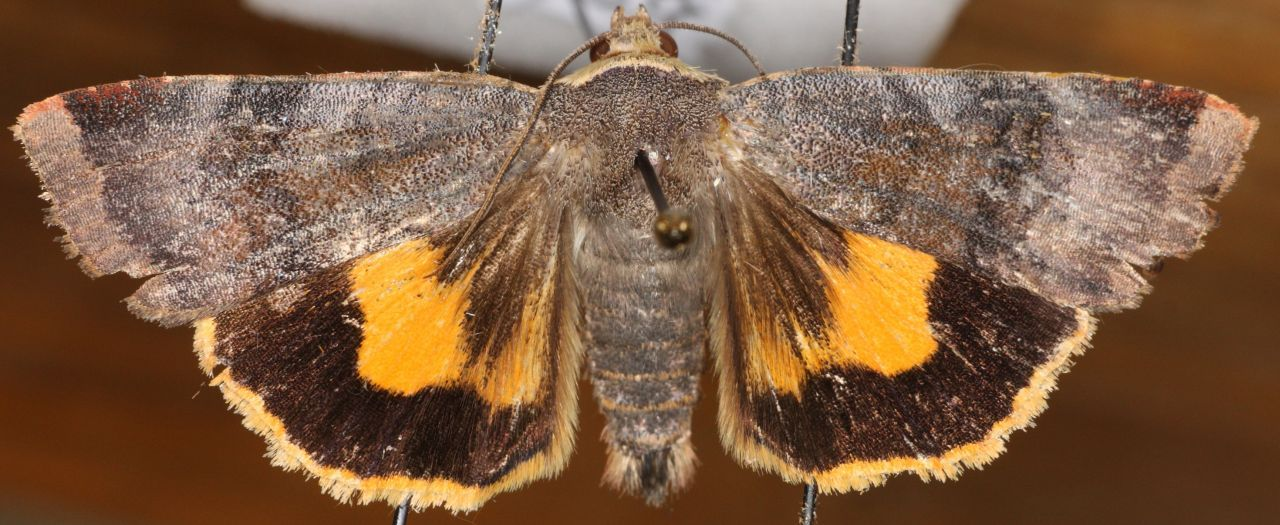
Noctua janthe

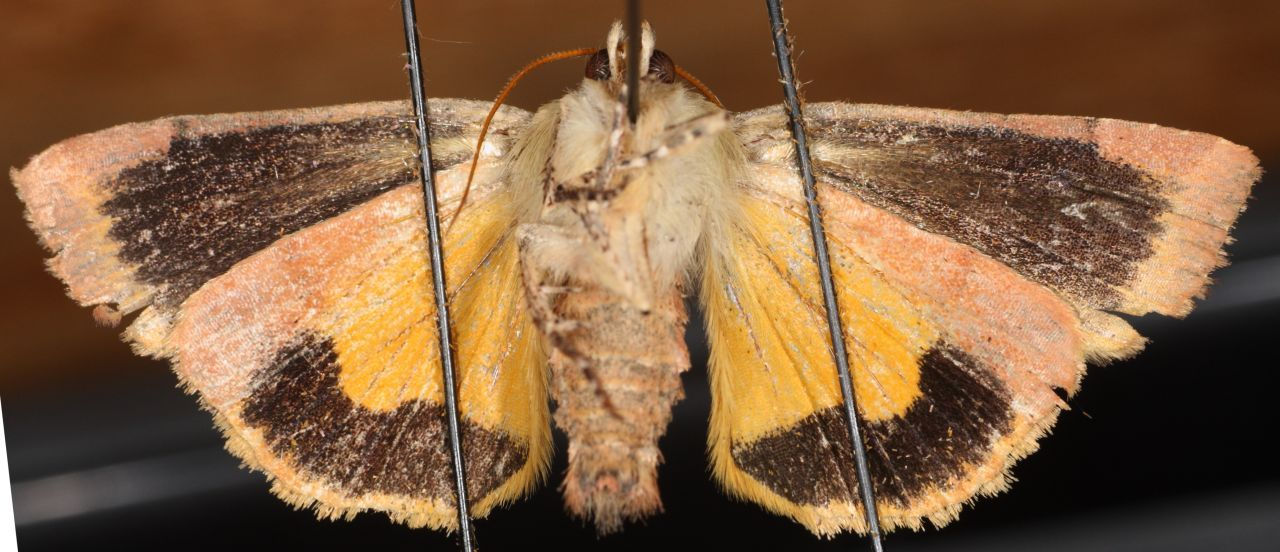
De voorspatborden hebben grote contrast

## Waardplanten
De open-breedbandhuismoeder heeft als waardplanten allerlei loofbomen, struiken en kruidachtige planten.

## Voorkomen in Nederland en België
De open-breedbandhuismoeder is in Nederland en België een algemene soort, die verspreid over het hele gebied kan worden gezien. De vlinder kent één generatie die vliegt van eind juni tot en met september.